# Ана Аграфиоти
Ана Аграфиоти (рођена 10. априла 1991. године у Атини) је грчка спортисткиња једрења. Ана једри од своје пете године. Неколико година заредом била је шампион олимпијских игара у веслању. Године 2012. била је део грчког олимпијског тима. Током Летње олимпијске игре 2012. године, пласирала се на тридесет и трећем месту. Након игре наставља са студијама и заваршава физикалну едукацију.

## Искуства
- Професор јоге: мастер ниво (2017)[3]
- Инструктор финтнеса: (2019)
- Лични персонални тренер: (2013)
- Инстурктор једрења
- Тренер једриличарске федерације Катар
- Тренер олимпијског једрења
- Једриличарски спортиста Олимпијског тима Грчке
- Једриличарски спортиста у Националном тиму Грчке

## Школовање
1. Наука о физичком васпитању и спорту на универзитету и Атини
2. Аква фитнес и аеробик
3. Школа јоге у Индији[4]
4. Обука за наставника ваздушне јоге у Светском јога савезу у Грчкој